# Neosartorya spathulata
Neosartorya spathulata är en svampart som beskrevs av Takada & Udagawa 1985. Neosartorya spathulata ingår i släktet Neosartorya och familjen Trichocomaceae.   Inga underarter finns listade i Catalogue of Life.